# شارلوته باش
شارلوته باش (بالمجرية: Hajdu Károly)‏ هي أحيائية مجرية، ولدت في 1920 في المجر، وتوفيت في 1981.